# Brokopondo (réservoir)

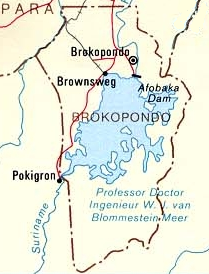
Carte du lac de Brokopondo.

Le Brokopondo est un réservoir sud-américain aussi connu sous son appellation néerlandaise Prof. Dr. Ir. Willem Johan van Blommesteinmeer situé au Suriname. Il couvre une région d'approximativement 1 560 km2. Ce réservoir fut occasionné par la construction d'un barrage hydroélectrique sur le fleuve Suriname entre 1961 et 1964. La ville de Brokopondo borde le plan d'eau.

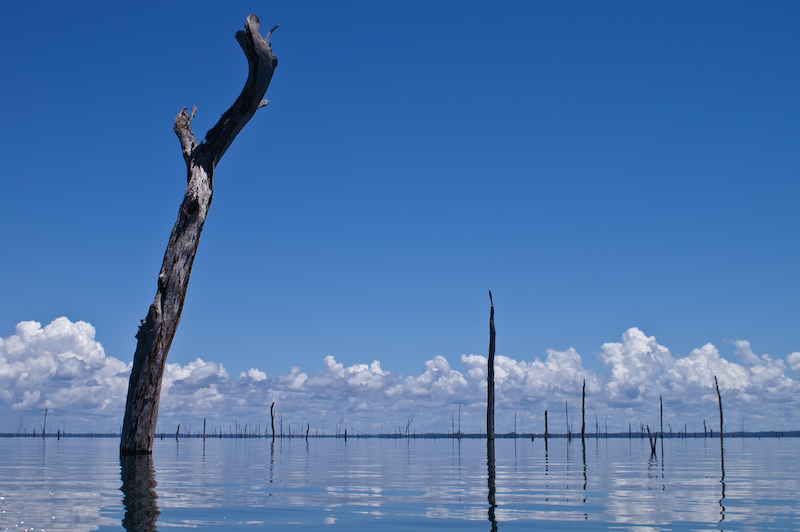
Le lac de Brokopondo.